# Lake Crystal
Lake Crystal és una població dels Estats Units a l'estat de Minnesota. Segons el cens del 2000 tenia 2.420 habitants.

## Demografia
Segons el cens del 2000, Lake Crystal tenia 2.420 habitants, 940 habitatges, i 652 famílies. La densitat de població era de 524,9 habitants per km².
Dels 940 habitatges en un 34,8% hi vivien nens de menys de 18 anys, en un 57,8% hi vivien parelles casades, en un 8,3% dones solteres, i en un 30,6% no eren unitats familiars. En el 26,4% dels habitatges hi vivien persones soles el 14,8% de les quals corresponia a persones de 65 anys o més que vivien soles. El nombre mitjà de persones vivint en cada habitatge era de 2,52 i el nombre mitjà de persones que vivien en cada família era de 3,05.
Per edats la població es repartia de la següent manera: un 27,4% tenia menys de 18 anys, un 7,9% entre 18 i 24, un 28,3% entre 25 i 44, un 18,9% de 45 a 60 i un 17,4% 65 anys o més.
L'edat mediana era de 35 anys. Per cada 100 dones de 18 o més anys hi havia 92,1 homes.
La renda mediana per habitatge era de 39.912 $ i la renda mediana per família de 47.143 $. Els homes tenien una renda mediana de 31.970 $ mentre que les dones 21.548 $. La renda per capita de la població era de 17.454 $. Entorn del 4,5% de les famílies i el 5,4% de la població estaven per davall del llindar de pobresa.

## Poblacions més properes
El següent diagrama mostra les poblacions més properes.